# 阿贝·维尔斯马
阿贝·维尔斯马（荷蘭語：Abe Wiersma，1994年8月11日—），荷兰男子赛艇运动员。他曾代表荷兰参加2020年夏季奥林匹克运动会赛艇比赛，联同迪尔克·艾滕博哈德、托内·维滕和科恩·梅采马克斯获得男子四人双桨金牌。